# Joseph Erlacher
Joseph Erlacher (* 1871 in München; † 1937) war ein deutscher Bildhauer und Maler.

## Leben
Joseph Erlacher wurde 1871 in München geboren. Er studierte wie sein Bruder Paul an der Königlichen Kunstgewerbeschule München Bildhauerei und Malerei. Seine Schwester Maria, genannt Mimmerl, war Kammersängerin an der Münchner Oper. Joseph Erlacher hatte einen Sohn Anton Erlacher, genannt Toni (* 10. Januar 1909 in München, gefallen 12. März 1942 auf der Krim), der wie sein Vater Bildhauer wurde. Das gemeinsame Bildhaueratelier befand sich in der Ungererstraße 22, München, wo an Projekten wie 1906 der Einrichtung einer Schützendult auf der Theresienwiese gearbeitet wurde. Seine Arbeiten waren im Stile des zweiten Biedermeier gehalten, Ausnahme kirchliche Bildhauerarbeiten.
Ein weiterer Künstler aus der Familie Erlacher war die Münchner Malerin Karoline Wittmann geb. Erlacher (* 1913 in München; † 1978), Joseph Erlacher war ihr Onkel.

## Grabstätte

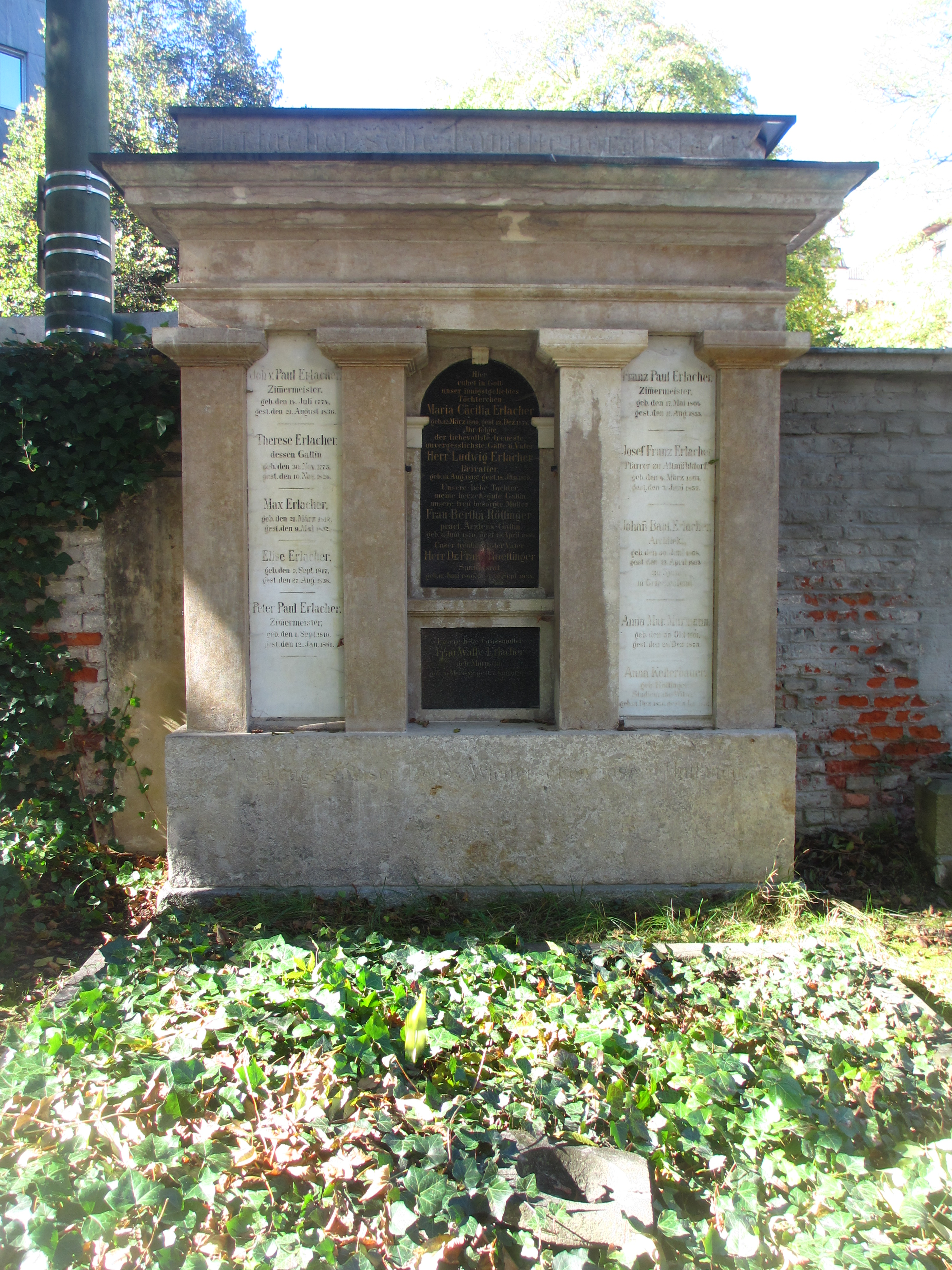
Grab von Joseph Erlacher auf dem Alten Südlichen Friedhof in München

Die Grabstätte von Joseph Erlacher befindet sich auf dem Alten Südlichen Friedhof in München (Mauer Rechts Platz 19/21 bei Gräberfeld 2) Standort.

## Werke im öffentlichen Raum (Auswahl)
- 1906: Ausstattung einer Schützendult auf der Theresienwiese
- 1910/11: Ornamente am Altar in der Pfarrkirche Bad Griesbach im Rottal
- 1912/13: Teile des Hochaltars der Stadtpfarrkirche St. Peter und Paul in Lindenberg im Allgäu
- 1913: Karussell im Englischen Garten, das unter Denkmalschutz steht und das 100-Jährige 2013 feierte. Heutiger Besitzer ist die Bayerische Verwaltung der staatlichen Schlösser, Gärten und Seen
- 1914: Hochaltar der kath. Pfarrkirche St. Ludwig in Ludwigsmoos
- 1927–31: Ornamente vom Hoch- u. Seitenaltar, das Kruzifix, Bennoaltar in der Kirche St. Sylvester in München.